# (37165) 2000 WS13
2000 WS13 (asteroide 37165) é um asteroide da cintura principal. Possui uma excentricidade de 0.10019330 e uma inclinação de 15.41082º.
Este asteroide foi descoberto no dia 20 de novembro de 2000 por LINEAR em Socorro.